# السيح والحجازية
السيح والحجازية مركز في منطقة القصيم، ويشتهر بزراعة النخيل لتوفر المياه الجوفية التي يرفدها شعيب الحجازية.

## الموقع الجغرافي
يبعد مركز السيح والحجازية عن مدينة بريدة 100 كيلومتر وعن محافظة رياض الخبراء 25 كيلومتر. ويقع على طريق المدينة المنورة القديم. ويحده من الشرق مركز الدليمية ومن الغرب مركز الذيبية ومن جهة الشمال أرض فضاء حتى بلدتي المصك ودريميحة.

## رئيس المركز
رئيس المركز هو نايف بن عبد الله بن ثلاب العلوي الحربي.